# Igo Gruden
Igo (Ignacij) Gruden [ígo (ignácij) grúdən], slovenski pesnik in pravnik, * 18. april 1893, Nabrežina pri Trstu, Avstro-Ogrska, † 29. november 1948, Ljubljana, SR Slovenija.

## Življenje in delo
Igo Gruden je bil prvi od desetih otrok Franca Grudna in Justine Košuta. Franc Gruden in Justina Košuta sta se poročila leta 1890 in se po poroki nastanila v Nabrežini. Franc (po domače Dudkovi) je bil star 25 let in je izhajal iz premožne družine, ki je imela posestvo, trgovino, restavracijo in bila tudi solastnica kamnoloma, Justina (po domače Devanarjevi) pa je bila stara 21 let. Prvi od desetih otrok se je rodil Ignacij (v krstni knjigi domače župnije sv. Roka je zapisan kot Ignatius) - imenovan Igo (ime je dobil po Francetovem očetu). Ostali otroci v družini pa so bili: Franc, Josip, Olga, Dora, Polda, Danila, Oskar, Dušan in Nada.
Med letoma 1899 in 1903 je v domači vasi obiskoval osnovno šolo, zatem pa enoletno pripravnico za gimnazijo v Trstu. Med letoma 1904 in 1912 se je izobraževal na nemški gimnaziji v Gorici. Svoj prvi literarni prispevek, pesmico Zimski večer je objavil leta 1907 v mladinskem listu Zvonček. Po maturi (1912) je začel sodelovati z revijami Slovan, Naši zapiski in Ljubljanski zvon. Leta 1913 je vpisal študij prava na Dunaju, vendar ga je moral zaradi vpoklica v vojsko že naslednje leto prekiniti. Dve leti je bil vojak na frontah in v zalednih položajih, napredoval pa je do poročniškega čina. Leta 1916 je bil težko ranjen na Soški fronti. Zdravil se v Ljubljani in Gradcu, kjer je leta 1917 nadaljeval študij prava. V tem času je svoje pesmi objavljal v revijah Ljubljanski zvon, Dom in svet, Književni jug itd. Leta 1918 je v Ljubljani spoznal svojo prvo veliko ljubezen, češko operno pevko Hano Pirkovo. Vpisal se je na Karlovo univerzo Pragi, hkrati pa redno obiskoval Hano, ki je delovala v Osijeku. Do leta 1922 je živel na relaciji Praga-Nabrežina-Osijek-Ljubljana. Leta 1919 je objavil prvo politično sporno Pesem iredentistov (v reviji Slovenski narod), naslednje leto pa je izdal dve pesniški zbirki, Narcis in Primorske pesmi. Leta 1921 je bil med obiskom v Nabrežini aretiran in za nekaj dni zaprt v sežanskem zaporu. Isto leto je doktoriral v Pragi. 
Leta 1922 se je zaposlil kot pripravnik na Deželnem sodišču v Ljubljani, kjer se je nastanil za stalno, z izjemami krajših bivanj v Kamniku in v tujini. Isto leto je izdal otroško pesniško zbirko Miška osedlana. Po opravljenem pravosodnem izpitu (1923) je postal odvetniški pripravnik, samostojni odvetnik pa leta 1929. V zakonski stan je stopil z Ado Hayne (1930), pranečakinjo pesnika Heinricha Heineja, v naslednjem letu se jima je rodila hči Marija (Mika).
Leta 1932 je prekinil sodelovanje z Ljubljanskim zvonom in se pridružil skupini, ki je ustanovila književno revijo Sodobnost. V naslednjih letih se je kot član slovenske delegacije udeležil mednarodnega kongresa PEN klubov v Dubrovniku, obiskal Bolgarijo (1934), kjer je utrdil prijateljske vezi s tamkajšnjimi književniki. Z njimi je sodeloval vse do smrti. Isto leto se je ločil od žene. Naslednjo življenjsko sopotnico si je našel v Pepci Zajc, s katero se je poročil leta 1945. Banovinsko nagrado in nagrado ljubljanske mestne občine mu je prinesla pesniška zbirka Dvanajsta ura (1939). 
Grudnovo časopisno polemiziranje in pravniško delo je imelo tudi politične posledice. Bil je član pripravljalnega odbora Društva prijateljev Sovjetske zveze (1940), naslednje leto je bil odvetnik Toneta Haceta, najbolj drznega predvojnega zločinca na Slovenskem. Po okupaciji Jugoslavije se je pridružil gibanju OF; takrat mu je v Beogradu umrla mati. V vojnem času je kot odvetnik-branilec sodeloval na mnogih procesih zoper aktiviste in simpatizerje OF, med drugim tudi na znanem Preserskem procesu. Konec leta 1942 je bil aretiran in zaprt v Belgijski vojašnici, nato pa interniran v taborišču Visco v Furlaniji, Chiesonuova v bližini Padove in naposled na otok Rab, kjer je dočakal kapitulacijo Italije in osvoboditev otoka. Tako je postal upravnik tamkajšnje bolnišnice. Leta 1944 se je skupaj z drugimi taboriščniki umaknil na otok Vis, od tam pa preko Apulije v begunska taborišča v Egipt. Naslednje leto se je preko Italije vrnil v Beograd, kjer je po nalogu NOV postal urednik v slovenskem uredništvu Radia Beograd. Po osvoboditvi Slovenije se je vrnil v Ljubljano, kjer se je končno oženil s Pepco Zajc (1945) in se zaposlil na Ministrstvu za prosveto. Tega leta je izšla pesniška zbirka V pregnanstvo. Leta 1946 je njegova zbirka V pregnanstvo doživela ponatis, hkrati pa je izšla zbirka Pesnikovo srce. Rodil se je sin Primož, leto pred Grudnovo smrtjo pa še sin Aleš. Leta 1947 je prejel tudi Prešernovo nagrado. V svojem zadnjem življenjskem obdobju se je ukvarjal s prevajanjem, zlasti bolgarskega pesništva. Oblasti Cone A Svobodnega tržaškega ozemlja mu niso dovolile obiska rojstnega kraja Nabrežine. 
1. decembra 1948 so ga pokopali na ljubljanskih Žalah.

## Zanimivosti
V Nabrežini sta po Igu Grudnu poimenovana slovensko kulturno društvo ter nižja srednja šola, v Bazovici pa ulica. 